# 존 설스턴
존 설스턴 경(영어: Sir John Sulston, CH, FRS, 1942년 3월 27일 ~ 2018년 3월 6일)은 영국의 생물학자이다. 2002년에 세포 자살 유전자를 규명한 공로로 시드니 브레너, H. 로버트 호비츠와 함께 노벨 생리학·의학상을 수상했다.

## 상훈
- 1986년: W. 올던 스펜서상
- 1996년: 다윈 메달[7]
- 2000년: 비들상[9]
- 2001년: 에든버러 메달
- 2001년: 기사작위(Knight Bachelor) 서임[12]
- 2002년: 노벨 생리학·의학상
- 2002년: 가드너 국제상
- 2017년: 컴패니언 오브 아너(CH; Member of the Order of the Companions of Honour)[13]

## 회원
- 1986년: 왕립학회 회원 선출[7]
- 1989년: EMBO Membership[8]